# Šarena Džamija
A Šarena Džamija (macedón nyelven Шарена Џамија, albánul Xhamia e Pashës, törökül Alaca Cami) magyarul Festett mecset Tetovóban, Macedónia északnyugati részén, a Pena folyó partján található. A mecsetet eredetileg 1438-ban építették, majd 1833-ban Abdurrahman pasa felújíttatta.

## Története
A Šarena Džamija 1438-ban épült Isak Bey építész tervei alapján. A legtöbb mecsetet ebben az időben bejek, szultánok és pasák építtették. Ugyanakkor a Šarena Džamija építését két tetovói lánytestvér finanszírozta. Ahogy számos más mecset közelében, itt is épült egy törökfürdő a folyó túloldalán. Régebben a fürdő mellett fogadó is működött itt a folyó túloldalán. Manapság a mecset környékén virágágyak, egy szökőkút és egy türbe található. A nyolcszögletű türbében helyezték örök nyugalomra a mecset felépítését fizető két lány földi maradványait.
1833-ban Abdurrahman pasa felújíttatta a mecsetet. 1991-ben a tetovói iszlám közösség falat emelt a mecset körül, jellegzetes ottomán stílusban. 2010-ben az épület külső homlokzatának renoválása befejeződött egy 94700 euró összegű segélynek köszönhetően, amelyet az Amerikai Egyesült Államoktól kaptak.

## Építészeti jellemzői
A többi ottomán stílusban épült mecsettel ellentétben, ahol kerámiacsempék mozaikja borítja a falakat, itt festett virágmintákkal díszítették a falfelületeket. Egy másik nagy eltérés a többi mecsettel szemben az, hogy ezen épületnek nincs jellegzetes kupolája, mint a többinek. A többi festett kép közül is kiemelkedik Mekka városának ábrázolása, valamint Mohamed próféta síremlékének ábrázolása, amely egyedülálló egész Délkelet-Európában.
A délnyugati oldalán minaret található.

## Képek

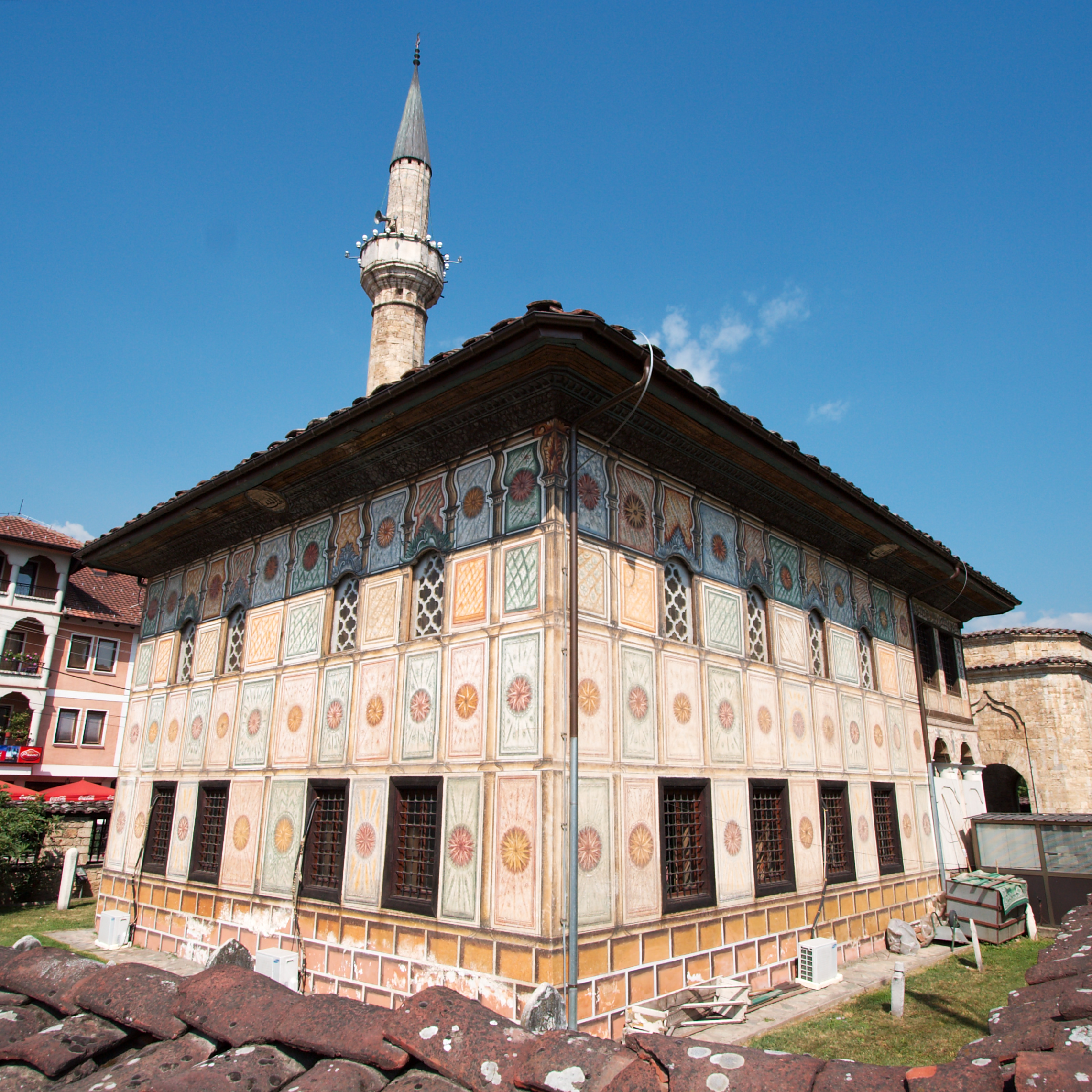
A Festett mecset
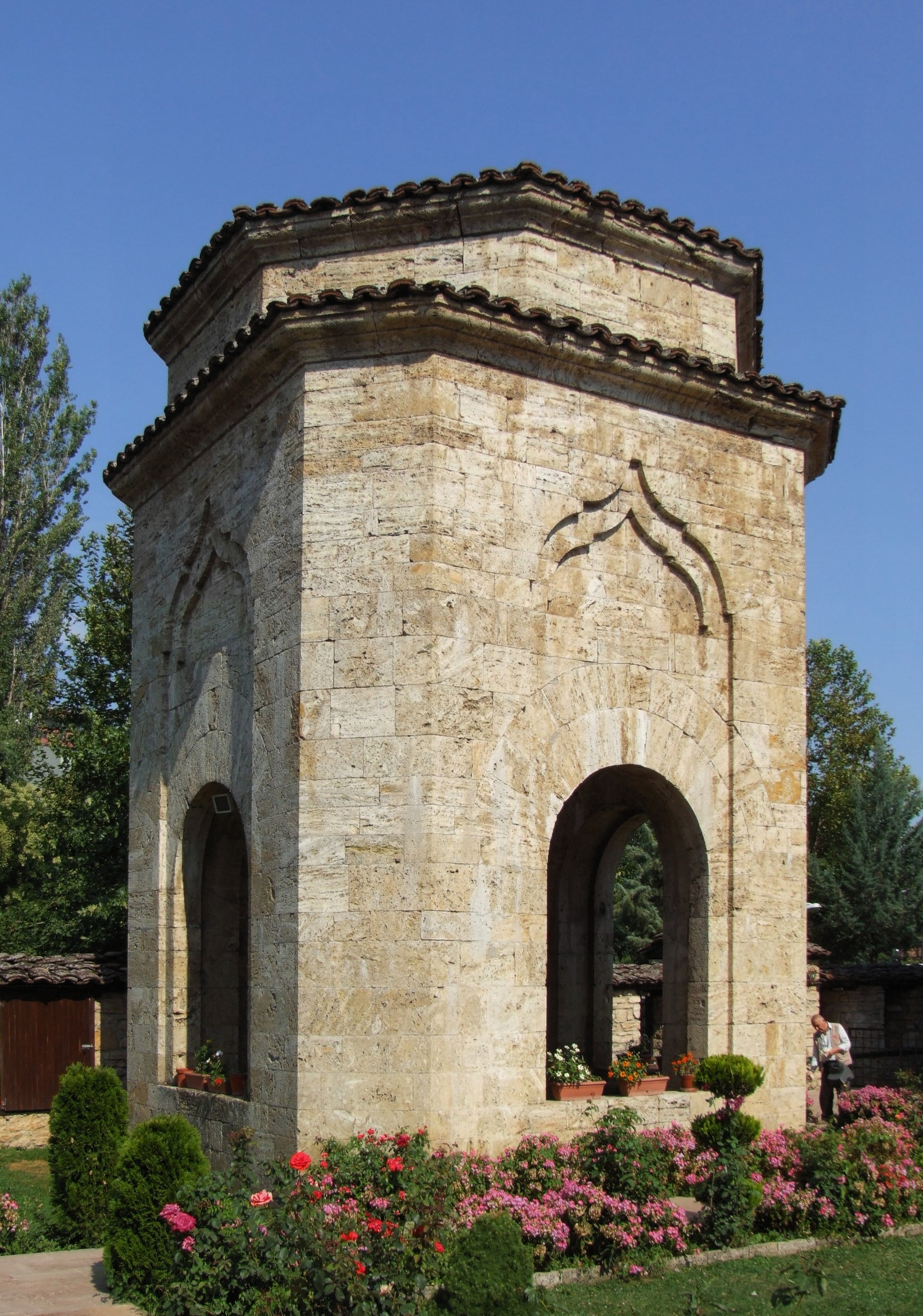
Türbe
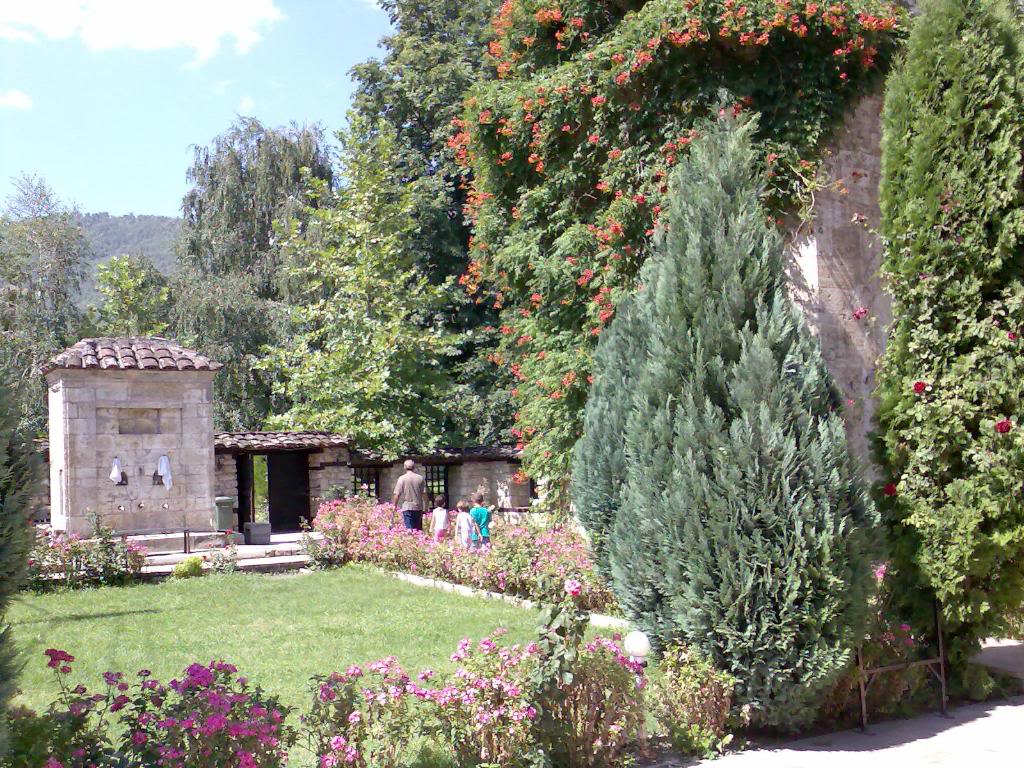
A kert

## Fordítás
Ez a szócikk részben vagy egészben  a(z)   Šarena Džamija című angol Wikipédia-szócikk ezen változatának fordításán alapul.  Az eredeti cikk szerkesztőit annak laptörténete sorolja fel. Ez a jelzés csupán a megfogalmazás eredetét és a szerzői jogokat jelzi, nem szolgál a cikkben szereplő információk forrásmegjelöléseként.